# Argentiera

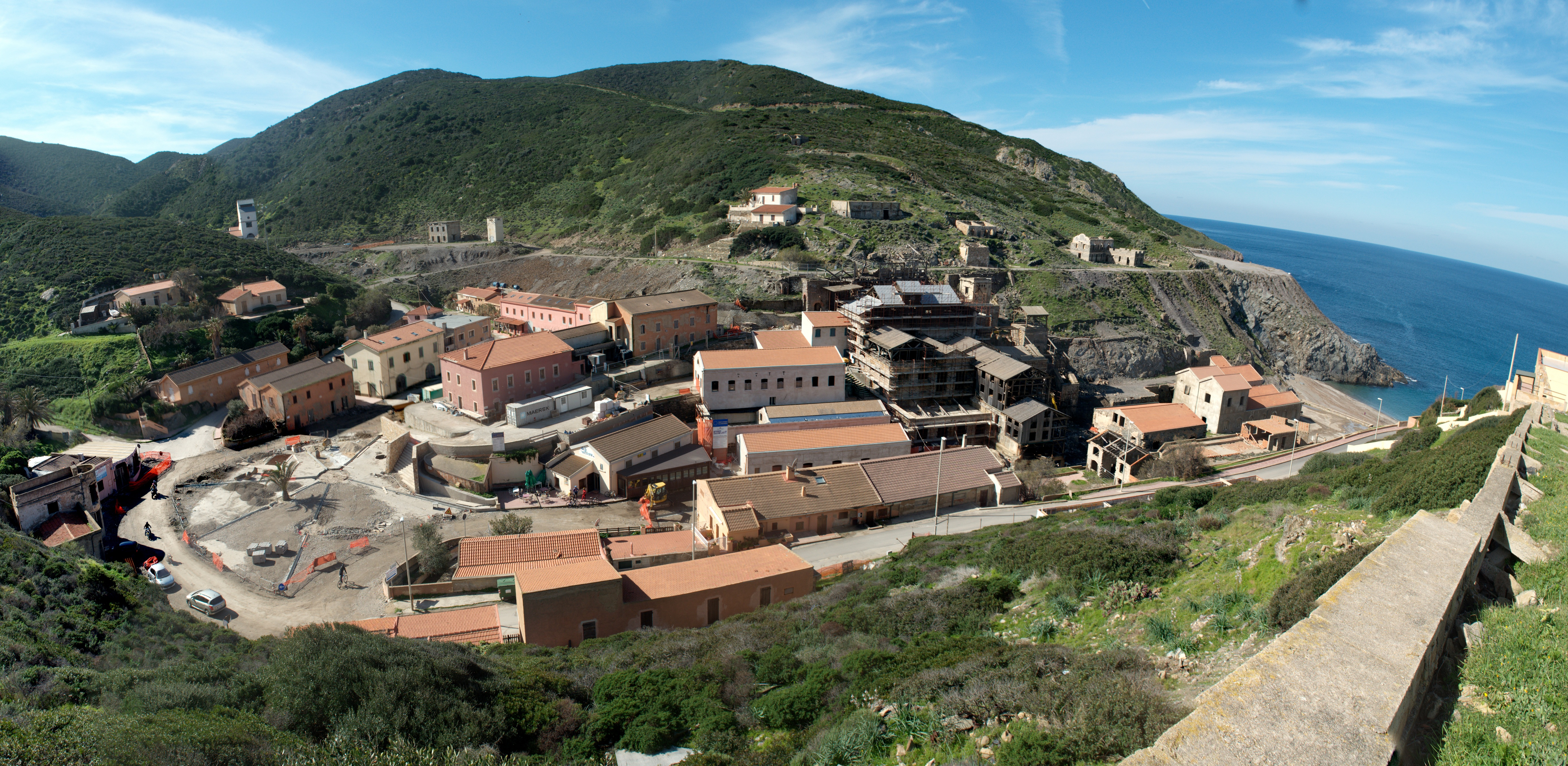
Gesamtansicht

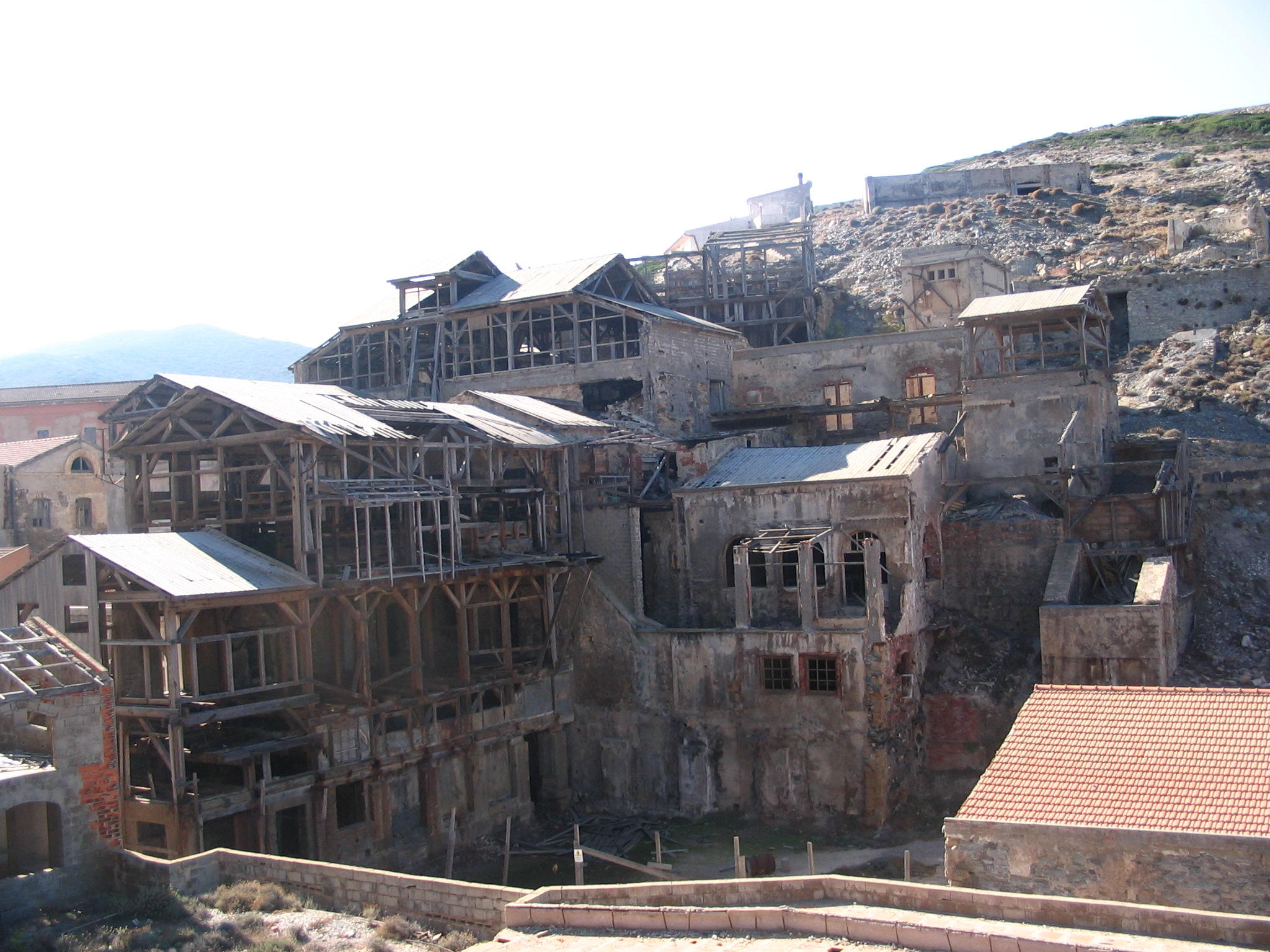
Verfallene Förderanlage

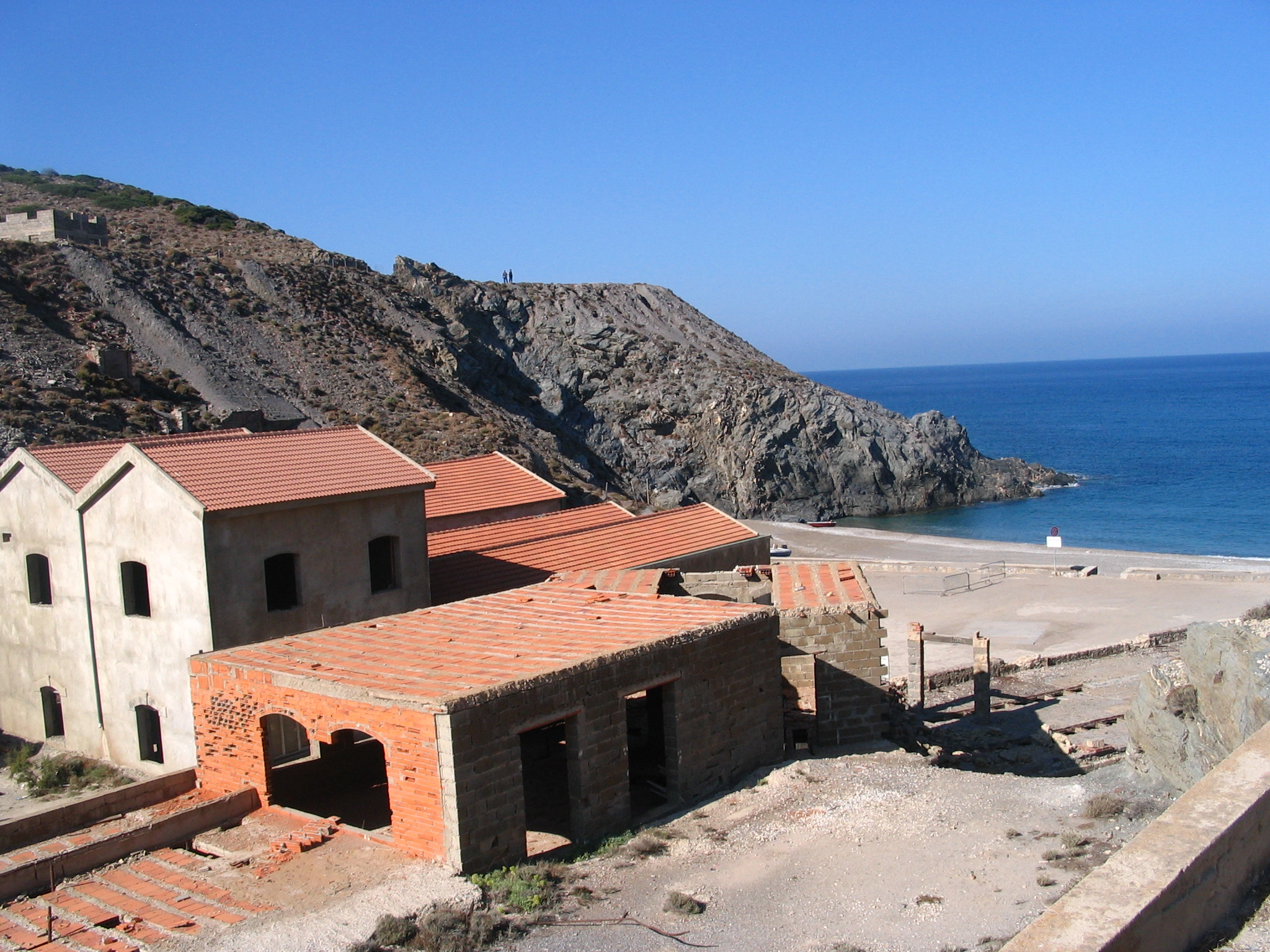
Strand von Argentiera

Argentiera ist eine Fraktion der Gemeinde Sassari in der Metropolitanstadt Sassari in der italienischen Region Sardinien.

## Geographie
Argentiera ist eine der wenigen Siedlungen an der Nordwestküste Sardiniens, der historischen Landschaft La Nurra.

## Geschichte
Argentiera ist eine historische Bergwerkssiedlung. Bereits Römer, Karthager und Genuesen bauten bei Argentiera Silber, Eisen, Blei, Arsen und Quecksilber ab. Anfang des 20. Jahrhunderts wurde mit moderner Technik geschürft und die historischen Abraumhalden wurden umgegraben. Nach dem Zweiten Weltkrieg wurde der Bergbau aufgegeben, die Förderanlagen verfielen.

## Tourismus
Es befinden sich mehrere verlassene Siedlungen an der Küste. Einige der verlassenen Gebäude werden mittlerweile als Ferienhäuser oder zu gastronomischen Zwecken wieder genutzt.